# Auschwitzrättegången

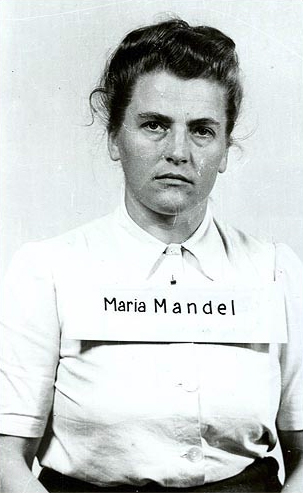
Maria Mandl var en av de åtalade vid Auschwitzrättegången.

Auschwitzrättegången var en rättegång mot 40 personer med koppling till koncentrations- och förintelselägret Auschwitz-Birkenau. Den hölls i Kraków och varade från den 24 november till den 22 december 1947. 
Den bestod av ett flertal rättegångar och avslutades den 22 december 1947. I den figurerade en rad nazistiska krigsförbrytare som åtalades och dömdes. Den polska myndigheten (Najwyższy Trybunał Narodowy) dömde 40 tidigare anställda personer vid koncentrationslägret i Auschwitz. Några prominenta personligheter som figurerade i rättegången var före detta kommendanten Arthur Liebehenschel samt chefen för kvinnolägret, Maria Mandl och SS-läkaren Johann Kremer.

## Domar
Liebehenschel, Mandl och Kremer dömdes till döden, liksom Hans Aumeier, August Bogusch, Therese Brandl, Arthur Breitwieser, Fritz Buntrock, Wilhelm Gehring, Paul Götze, Maximilian Grabner, Heinrich Josten, Hermann Kirschner, Josef Kollmer, Franz Kraus, Herbert Ludwig, Karl Möckel, Kurt Mueller, Eric Muhsfeldt, Ludwig Plagge, Hans Schumacher och Paul Szczurek (Breitwieser och Kremer fick sina domar omvandlade till livstids fängelse).